# Bolo Luiz Felipe
Bolo Luiz Felipe, também chamado bolo mole ou, em algumas regiões, bolo baeta ou bolo de leite ou bolo engorda marido é um bolo típico da culinária brasileira, especialmente na Região Nordeste feito a base de leite, açúcar, leite de coco, farinha de trigo e ovos queijo ralado.
O nome é atribuído ao Senhor de Engenho Luiz Felipe de Sousa Leão que era uma personalidade no Nordeste colonial, que foi um senhor de engenho e político, que viveu nos anos 1800.